# Meniden
De Meniden (Menidae) vormen een familie van baarsachtige vissen. De familie bestaat tegenwoordig uit slechts één geslacht, Mene met nog één levende soort Mene maculata.
Het zijn schijfvormige vissen, te vinden in de Indische en Grote Oceaan. Het is een populaire vis voor de consumptie. Vissen van het geslacht Mene worden aangetroffen in sedimenten uit het gehele Cenozoïcum.

## Soorten
Er is nog slecht één levende soort bekend uit deze familie:
- Mene maculata (Bloch & Scheider, 1801)
- Mene rhombea  †
- Mene purdyi  †
- Mene oblonga  †